# José Squadrone
José Squadrone (21 de noviembre de 1898, Alcorta - 28 de febrero de 1969, Necochea) fue un bromatólogo y veterinario argentino, creador del primer museo bromatológico de América del Sur.

## Vida y obra
Squadrone nació en 1898 en Alcorta, en la Provincia de Santa Fe. Pasó los primeros años de su vida en Rufino y luego se trasladó a Buenos Aires, donde realizó la escuela primaria y secundaria.
Se doctoró en la Facultad de Ciencias Veterinarias de la Universidad Nacional de La Plata y ejerció como veterinario en Junín. Mientras realizaba sus estudios universitarios, entabló una amistad con José García Landera, que lo instó a radicarse en Necochea. Squadrone se instaló en esa ciudad bonaerense en 1931, cuando tenía 33 años.
En Necochea se desempeñó como médico veterinario municipal, entre otros cargos. Participó de varios proyectos municipales y comunales, como la creación de un acuario marino y un zoológico, o la participación en la Comisión Directiva provisoria del Club Náutico en 1935. En 1941, integró la comisión de la agrupación de artistas "Orientación", que creó la Academia Municipal de Bellas Artes de Necochea.
En el año 1942 comenzó a realizar actividades sobre educación alimentaria para la comunidad. En ese contexto comenzó a preparar una muestra bromatológica, para enseñarle a la población a diferenciar alimentos en buen estado de aquellos que no lo están.
Como gozaba de habilidades plásticas, empezó a moldear y colorear piezas de yeso junto a su secretaria/asistente y también artista María del Pilar Gianatassio, con el objetivo de evitar impresionar a las personas que vieran la muestra. Las piezas creadas por él se concretaron en el museo bromatológico General Necochea que se inauguró el 22 de febrero de 1942 y que estaba ubicado en lo que fue el palacio municipal de Necochea. Este museo, el primero de su tipo en América del Sur, pasó a la esfera provincial en diciembre de 1949.
En 1974, luego de la muerte de Squadrone, el museo pasó a depender de la municipalidad, que le cambió el nombre a Museo Bromatológico José Squadrone. En 1977 el museo debió trasladarse, ya que el palacio municipal se demolió para ser reemplazado por el nuevo edificio del Centro Cívico. Comenzó así un periodo sin una ubicación concreta, que se extendería hasta 1983, cuando se anexó al Museo de Ciencias Naturales en su localización actual, en lo que fuera parte del casco de la estancia de la familia de Eustoquio Díaz Vélez, en el Parque Miguel Lillo.
Las reproducciones creadas por Squadrone fueron presentadas en diversas ciudades de Argentina y en eventos como la primera exposición de la Secretaría de Salud Pública de la Nación en 1948 y de la Dirección General de Cultura de la UNESCO en 1960.
Falleció el 28 de febrero de 1969 en Necochea.

## Reconocimientos
Dos décadas después de su fallecimiento, en 1995, el Concejo Deliberante de Necochea declaró a José Squadrone Ciudadano Ilustre post mortem en reconocimiento de su obra. El reconocimiento fue iniciativa de un grupo de vecinos, frente al inminente traslado de sus restos al osario del Cementerio Municipal. Además del importante galardón, el municipio se hizo cargo de la sepultura y de la restauración del museo.